# Mano da tenere
     circolazione a destra
     circolazione a sinistra

circolazione a destra
circolazione a sinistra

Con "mano da tenere" (comunemente detto anche senso di marcia o lato di guida) si indica su quale lato della strada i mezzi di trasporto debbano mantenersi durante la circolazione e il percorso, secondo quanto imposto dal codice della strada vigente in un determinato Stato o in particolari circostanze. Normalmente, i veicoli costruiti per essere utilizzati su un determinato lato della strada presentano la postazione del conducente situata sul lato opposto; ciò determina che nei mezzi che tengono la destra, il volante si trovi a sinistra e viceversa.
L'obbligo di tenere la stessa mano durante la circolazione stradale permette ai veicoli che viaggiano in direzioni opposte lungo una strada di non ostacolarsi quando si incontrano lungo il percorso in direzioni opposte. Questa convenzione evita che i veicoli si blocchino a vicenda, garantendo la sicurezza stradale e riducendo il rischio di incidenti stradali. La maggior parte degli Stati ha oggi adottato la guida a destra, sebbene fino alla fine del XIX secolo questa scelta fosse largamente minoritaria.

Mappa del mondo che mostra il senso di marcia in ogni paese e i cambiamenti che sono avvenuti:
circolazione a destra
in passato circolazione a sinistra, ora a destra
circolazione a sinistra
in passato circolazione a destra, ora a sinistra
aveva differenti regole di circolazione all'interno dei confini, ma ora circola a destra

     circolazione a destra
     in passato circolazione a sinistra, ora a destra
     circolazione a sinistra
     in passato circolazione a destra, ora a sinistra
     aveva differenti regole di circolazione all'interno dei confini, ma ora circola a destra

## Storia

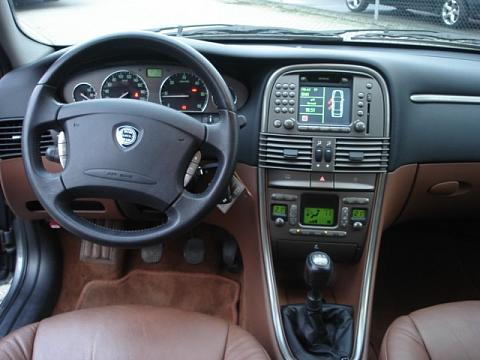
Auto con volante a sinistra, solitamente usata nei paesi con circolazione a destra

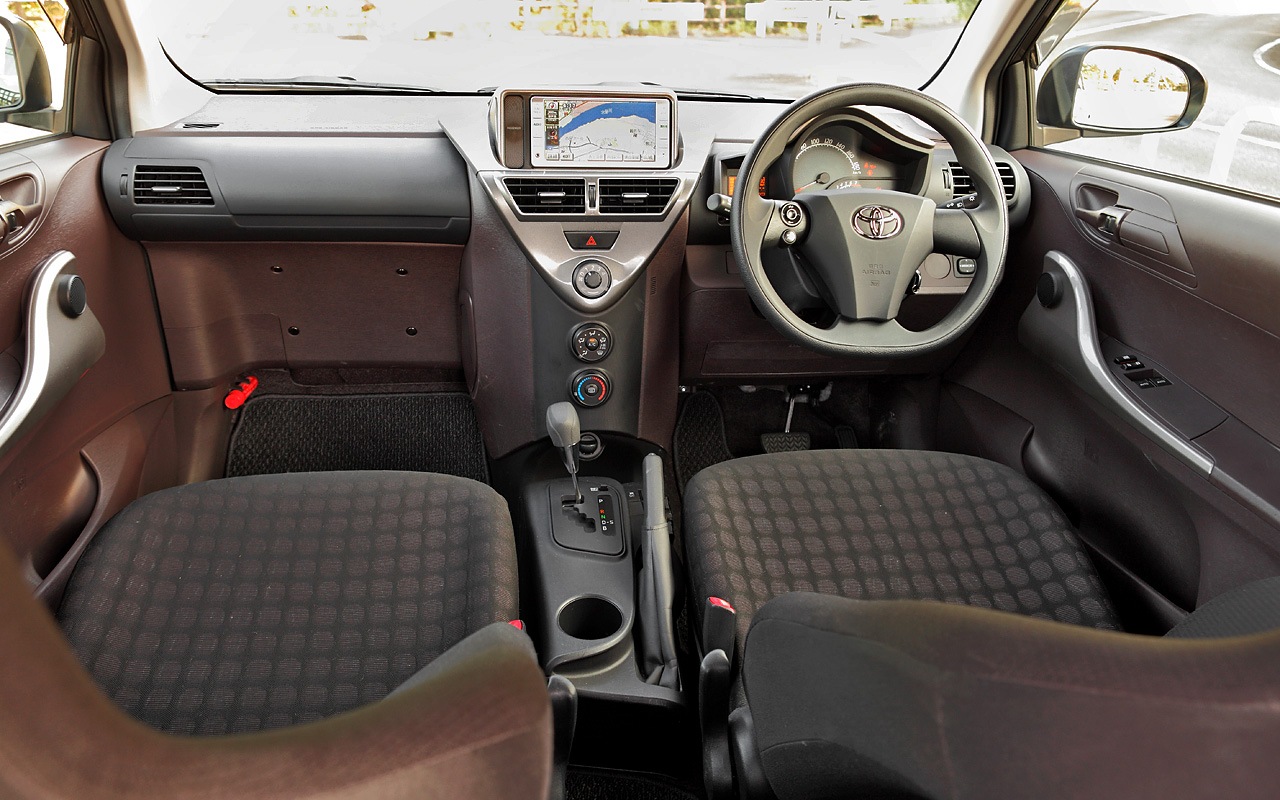
Auto con volante a destra, solitamente usata nei paesi con circolazione a sinistra

### Storia generale
Nei tempi passati, a differenza di quanto diffuso dopo il ventesimo secolo, per varie motivazioni era maggiore consuetudine muoversi - a piedi o altri mezzi - tenendo la mano a sinistra, e di ciò vi sono diverse ragioni storiche, mentre meno chiari sono i passaggi che hanno portato la maggior parte dei popoli a mutare abitudine, muovendosi poi tenendo la mano a destra:
- Nel Medioevo i cavalieri, avendo la spada portata sul fianco sinistro, camminavano tenendo la sinistra al fine di non incastrarsi a vicenda e di poter estrarre e utilizzare più agevolmente e con maggior libertà l'arma con la mano destra in caso di attacchi improvvisi.[1][2][3]
Nello svolgimento dei tornei di giostra a cavallo era consuetudine tenere la sinistra per poter meglio impugnare la lancia con la mano destra.[4]
- Il primo documento sull'obbligo di tenere la sinistra risale a papa Bonifacio VIII, in occasione del primo Giubileo del 1300, come norma generale per raggiungere Roma e, in particolare, per l'attraversamento pedonale dell'affollatissimo ponte di Castel Sant'Angelo; lo stesso Dante Alighieri ricorda l'episodio nell'inferno della Divina Commedia.[5]
- Nel 1722 il traffico sul London Bridge era diventato così intenso che il sindaco decretò che «tutti i veicoli che da Southwark entravano in città tenessero il lato ovest del ponte e tutti i veicoli che uscivano dalla città tenessero il lato est». Questa ordinanza è stata identificata come una delle possibili origini della regola inglese di guidare tenendo la sinistra.
- Nel XVII secolo, con la comparsa delle prime carrozze, questa consuetudine restò in vigore obbligando così i pedoni, solitamente poveri che non possedevano una carrozza, a camminare sulla destra per non essere travolti. Robespierre durante il periodo della Rivoluzione francese ordinò, nel 1792, la guida a destra come sfida alla Chiesa. Egli propose di adottare la guida a destra per i mezzi poiché considerato il "lato del popolo", opponendolo all'«uso cristiano di tenere la sinistra» come indicò per la prima volta il papa Bonifacio VIII.[6]
- La consuetudine imposta da Bonifacio VIII fu interrotta dalla Rivoluzione francese, probabilmente perché si trattava di un'usanza considerata clericale. Napoleone Bonaparte, che era mancino, impose quindi il nuovo senso di marcia nei territori conquistati e la guida a destra si diffuse ovunque, anche se in Italia, fino al 1923, le poche automobili in circolazione potevano viaggiare sia a sinistra, sia a destra.[4]

Tuttavia sussistono anche motivazioni tecniche non trascurabili e spinte da necessità prettamente pratiche. Nell'epoca delle carrozze, tenere la sinistra nelle strade a due sensi di marcia faceva sì che il cocchiere, che solitamente teneva la frusta con la mano destra verso il centro tra le due corsie, avesse meno probabilità di colpire i pedoni che transitavano ai lati delle strade.
Con l'avvento delle prime automobili emersero ulteriori motivazioni. I primi esemplari di automobile avevano il freno a mano all'esterno, sul predellino del lato destro della vettura, per essere stretto dalla mano destra con più forza e quindi il volante si trovava sulla destra dell'abitacolo. Negli anni successivi l'evoluzione tecnica delle vetture portò a installare la leva del freno a mano internamente, solitamente al centro dell'abitacolo, dove ancora oggi viene collocato nella maggior parte dei modelli di vetture. Probabilmente la spiegazione più attendibile potrebbe essere che certi produttori di automobili, e di conseguenza gli Stati in cui risiedevano, abbiano deciso di spostare la postazione di guida a sinistra dell'abitacolo per continuare a stringere il freno a mano con la mano destra; altri, fortemente legati alle tradizioni come i britannici, non hanno cambiato nulla.

### Italia

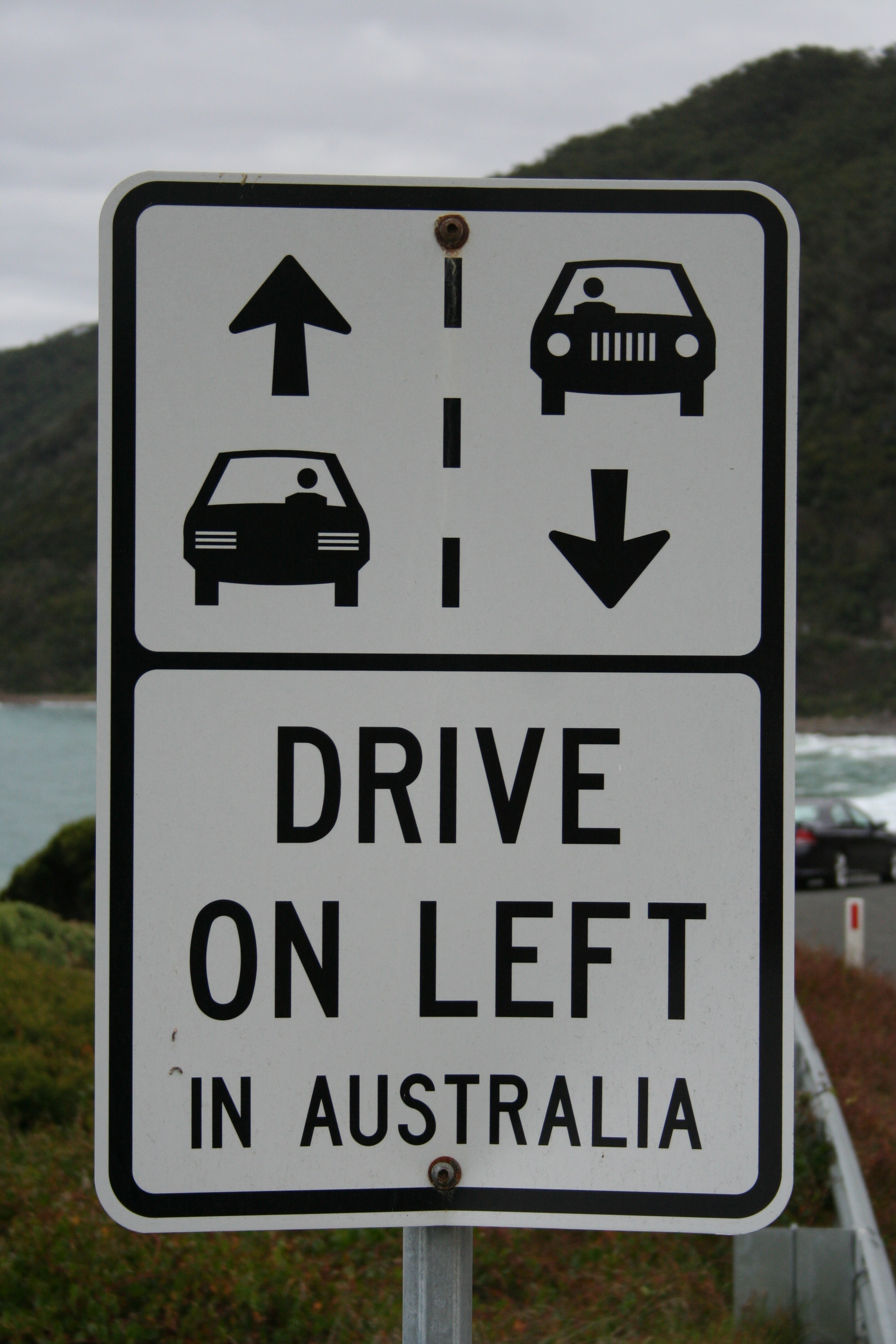
Un cartello sulla Great Ocean Road, in Australia, che ricorda agli stranieri di mantenere la sinistra

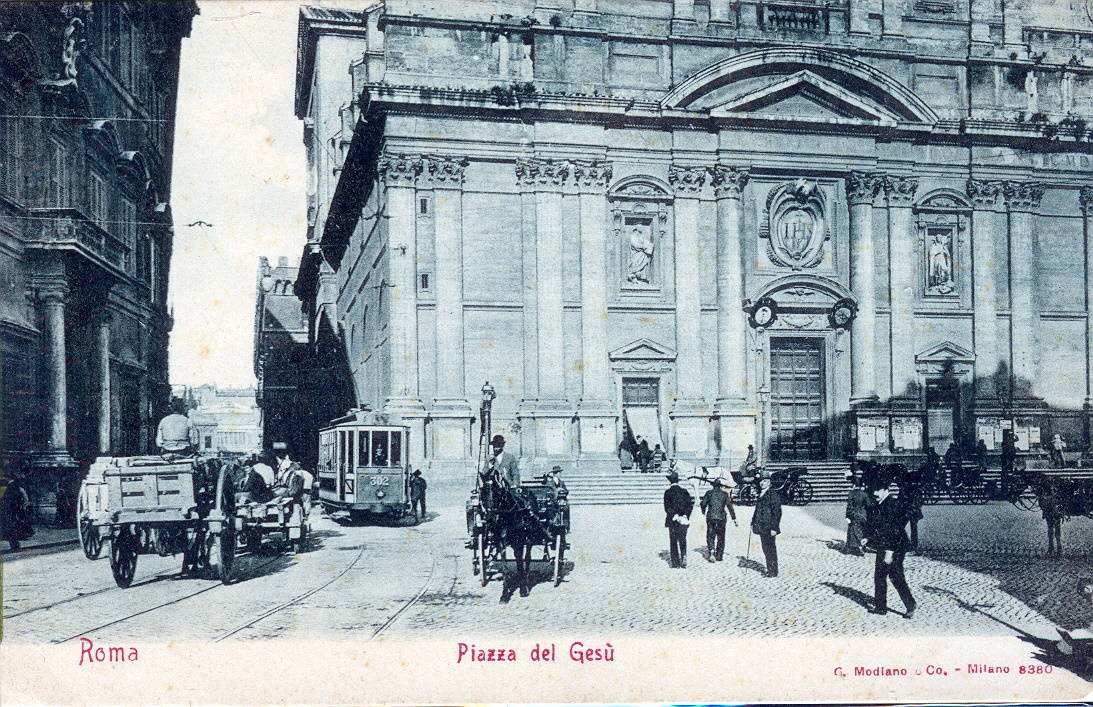
Piazza del Gesù a Roma: i tram e i carri tengono la mano a sinistra

In Italia a inizio Novecento la manovra che risultava più difficoltosa era incrociare un altro veicolo proveniente dal senso opposto: questa condizione, specie sulle strade strette, costringeva i veicoli ad allontanarsi quanto più possibile l'uno dall'altro per non urtarsi. Il conducente, per realizzare al meglio questa manovra, si doveva spostare sul lato destro della strada più esternamente possibile, per accertarsi che le ruote non uscissero dalla carreggiata; per questa ragione, essendo il volante posto a destra, in molte regioni e in alcune città anche il senso di marcia era a destra, garantendo al guidatore la piena visibilità.
Tuttavia non ovunque si teneva a volte la destra, tant'è che il Regio decreto 28 luglio 1901, n. 416 confermò il diritto di ogni provincia di scegliere la direzione di marcia dei veicoli: per esempio a Brescia e alla periferia di Milano si teneva la destra, a Roma e nel centro di Milano si teneva la sinistra. Fu soltanto con la diffusione delle autovetture che fu emanato il Regio decreto del 12 dicembre 1923 che impose all'Italia l'adozione della mano destra unica in tutto il territorio nazionale con un lasso temporale di due anni e mezzo. Motivo di questo fu perché il comune di Milano si era opposto fermamente alla riforma per il supposto costo che avrebbe comportato l'adattamento di tutti gli impianti tramviari. Genova adottò il cambio di circolazione il 28 ottobre 1924. Roma il 1º marzo del 1925, mentre Milano fu l'ultima città ad adeguarsi il 3 agosto 1926.
Nonostante il senso di marcia a destra, vennero prodotti alcuni modelli in serie di camion con volante a destra per questioni di sicurezza. Ancora oggi in Italia alcuni veicoli speciali, quelli utilizzati per esempio per la pulizia meccanizzata o per l'asfaltatura delle strade, hanno la guida a destra in quanto ciò facilita gli operatori che li guidano nell'effettuare lavori sul lato destro della strada, come per esempio pulire con maggiore precisione le aree laterali, avendo una migliore visuale del ciglio della strada e senza presentare rischi per la sicurezza, trattandosi di mezzi lenti che in genere non eseguono sorpassi.

### Russia
In Russia, nonostante sia stabilito che la mano da tenere sia quella destra, capita spesso di trovare veicoli con la guida a destra. Questi veicoli sono quelli importati direttamente dal Giappone senza effettuare omologazioni, fino al 2015 non necessarie. Sempre in Russia, il senso di marcia viene regolato dalla legge anche per i pedoni: gli attraversamenti stradali presentano delle frecce poste sulle strisce pedonali e nei passaggi della metropolitana di Mosca sono presenti cartelli che indicano il tragitto da effettuare per evitare di scontrarsi con i pedoni che procedono in direzione opposta.

### Regno Unito e Impero britannico
Nel Regno Unito tutti i veicoli stradali, comprese le ingombranti limousine americane che circolano nel centro di Londra, tengono la mano sinistra, tuttavia le vetture americane mantengono l'omologazione originale, con il posto di guida a sinistra.
L'Impero britannico aveva adottato per primo in tutti i suoi territori il senso di marcia sulla sinistra. Il Canada però, avendo numerosi traffici interni con gli Stati Uniti, dopo la prima guerra mondiale fu il primo dominion britannico a cambiare il senso di marcia. Per ragioni analoghe, Gibilterra ha cambiato il senso di marcia nel 1929, dopo numerosi traffici interni con la Spagna. Dopo l'indipendenza anche alcune altre ex colonie britanniche, tra cui Ghana, Nigeria, Sudan e Somalia britannica, cambiarono il senso di marcia. Quasi tutti i paesi che oggi hanno la guida a sinistra erano o sono tuttora possedimenti britannici.
In Eritrea, finché fu colonia italiana dal 1890 al 1º aprile 1941, la guida fu destra. Con l'occupazione britannica la guida fu cambiata a sinistra, fino al 1962, quando, in seguito alla definitiva annessione all'Etiopia, tornò alla guida a destra.
In Birmania il senso di marcia fu sulla sinistra fino al 1970, quando il dittatore Ne Win lo spostò sulla destra in seguito a una predizione di un indovino. Tuttavia nella maggior parte dei veicoli birmani il posto di guida è a destra, quindi è piuttosto scomodo e, soprattutto nei sorpassi, può rivelarsi pericoloso.
La Namibia, colonia tedesca dal 1884 fino alla prima guerra mondiale, aveva la guida a destra ma passò a quella a sinistra in seguito all'occupazione britannica. Ottenuta l'indipendenza nel 1990, mantenne lo stesso senso di marcia a sinistra dei vicini Sudafrica e Botswana.
In Europa gli ultimi paesi ad abbandonare la guida a sinistra per quella a destra furono la Svezia, il 3 settembre 1967 (Dagen H), e l'Islanda nel 1968 (H dagurinn).
Il 7 settembre 2009 le isole Samoa hanno cambiato il senso di marcia da destra a sinistra, adeguandosi a quello delle vicine Australia e Nuova Zelanda. Il motivo di questa scelta fu dovuto al fatto che, fino ad allora, le auto con senso marcia a destra venivano acquistate soprattutto dagli Stati Uniti, circostanza che influenzava pesantemente il costo del veicolo. I veicoli con marcia a sinistra possono invece essere acquistati nelle Samoa dai ben più vicini paesi oceanici, riducendone di conseguenza drasticamente il costo.

### Giappone
Anche in Giappone la guida è a sinistra. Sebbene l'origine di questa abitudine risalga al periodo Edo (1603–1868), fu solo nel 1872 che questa regola non scritta divenne più o meno ufficiale: in quell'anno infatti fu introdotta la prima ferrovia del Giappone, costruita con l'aiuto tecnico degli inglesi. A poco a poco, fu costruita una vasta rete di ferrovie e binari del tram, con circolazione sul lato sinistro. Tuttavia, ci volle un altro mezzo secolo, fino al 1924, prima che la circolazione a sinistra fosse chiaramente scritta per legge.

## Zone di cambio di senso di marcia
- Tra Thailandia e Laos
  - Primo ponte dell'amicizia thai-lao
  - Secondo ponte dell'amicizia thai-lao
  - Terzo ponte dell'amicizia thai-lao
  - Quarto ponte dell'amicizia thai-lao
- Tra Thailandia e Birmania
  - Ponte dell'amicizia di Mae Sot
  - Ponte di Mae Sai
- Tra Cina e Nepal
  - Ponte dell'amicizia sino-nepalese
- Tra Cina e Macao
  - Ponte Fiore di Loto
  - Portas do Cerco
- Tra Cina e Hong Kong

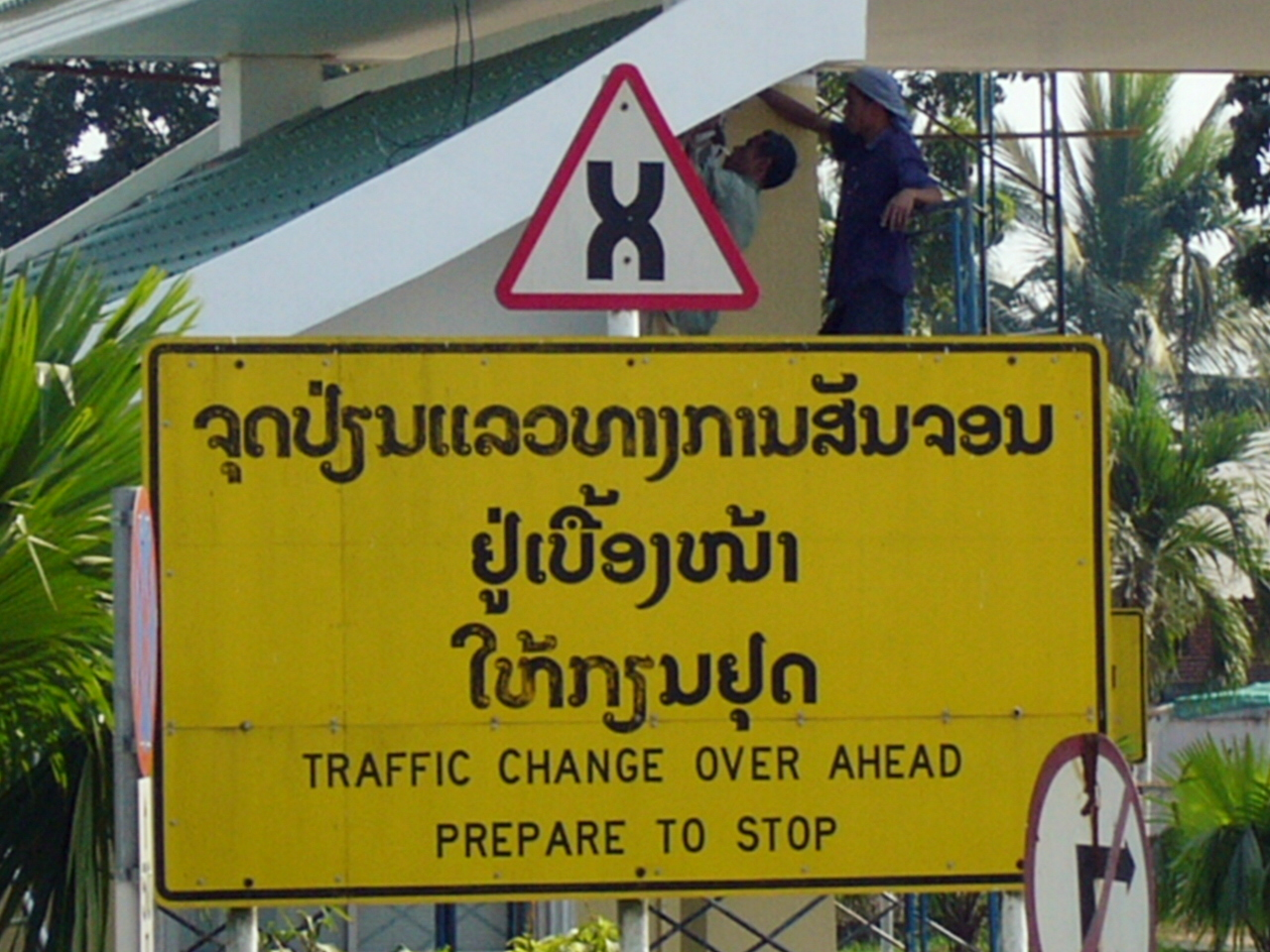
Cartello indicante un cambiamento del senso di marcia alla frontiera tra il Laos (guida a destra) e la Thailandia (guida a sinistra) sul primo ponte dell'amicizia thai-lao

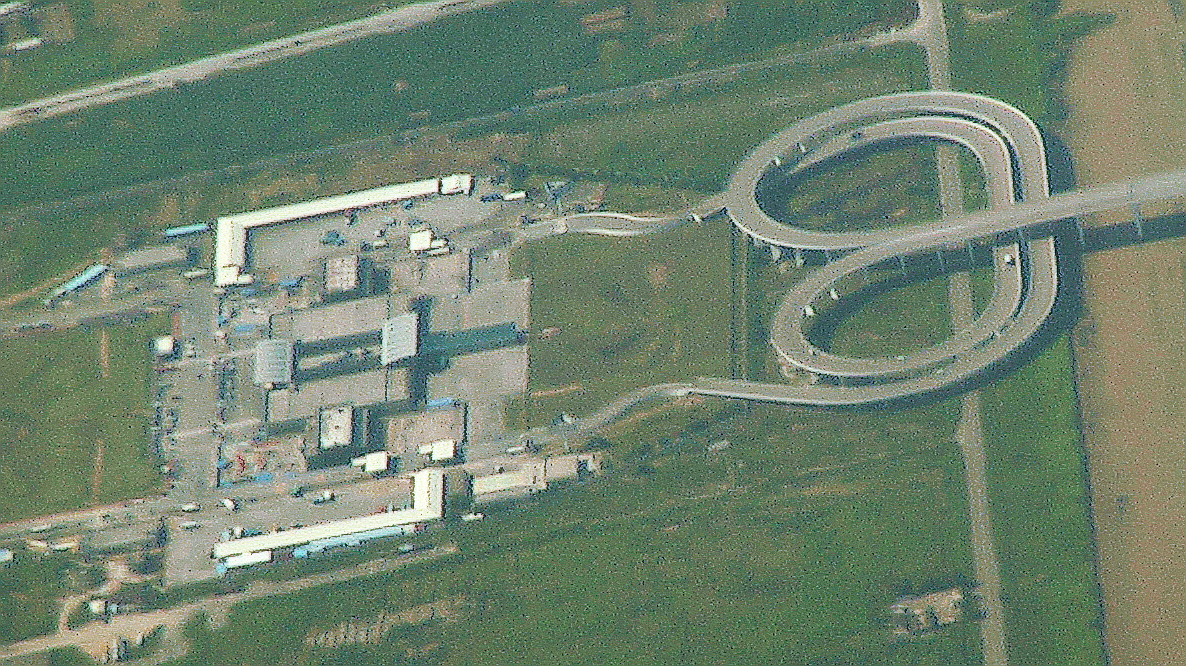
Il ponte Fiore di Loto, che collega Macao con la Cina continentale, che mostra la zona di cambio di senso di marcia per chi attraversa il confine tra Macao (guida a sinistra) e la Cina (guida a destra)

  - Hong Kong–Shenzhen Western Corridor
  - Man Kam To
  - Lok Ma Chau
- Tra Cina e Pakistan
  - Passo Khunjerab
- Tra Cina e India
  - Nathu La
  - Shipki La
  - Lipulekh
- Tra Kenya e Etiopia
  - Moyale
- Tra Brasile e Guyana
  - Ponte sul fiume Tacutu
- Tra Afghanistan e Pakistan
  - Passo di Peiwar Kotal
  - Passo Khyber
- Tra Namibia e Angola
  - Strada tra Oshikango (Namibia) e Santa Clara (Angola)
- Tra Zambia e Repubblica Democratica del Congo
  - Strada tra Chililabombwe (Zambia) e Kasumbalesa (R.D.C.)
  - Strada tra Ndola (Zambia) e Sakania (R.D.C.)

## Lista di paesi con la guida a sinistra
Questa è una lista di 78 paesi e territori con la guida a sinistra.

### In Asia
- Bangladesh
- Bhutan
- Brunei
- Timor Est

- Hong Kong
- India
- Indonesia
- Giappone
- Macao

- Malaysia
- Nepal
- Pakistan
- Singapore
- Sri Lanka
- Thailandia

### In Africa
- Botswana
- eSwatini
- Kenya
- Lesotho
- Malawi

- Mauritius
- Mozambico
- Namibia
- Seychelles
- Sudafrica

- Tanzania
- Uganda
- Zambia
- Zimbabwe

### In Oceania
- Australia
- Christmas Island (Australia)
- Isole Cocos (Keeling) (Australia)
- Isole Cook (Nuova Zelanda)
- Figi
- Kiribati

- Nauru
- Nuova Zelanda
- Niue
- Isola Norfolk (Australia)
- Papua Nuova Guinea
- Isole Pitcairn (Territori d'oltremare britannici)

- Isole Salomone
- Samoa (Dal 1º settembre 2009)
- Tokelau (Nuova Zelanda)
- Tonga
- Tuvalu

### In Europa
- Guernsey (Regno Unito)
- Irlanda
- Isola di Man (Regno Unito)

- Baliato di Jersey (Regno Unito)
- Malta
- Regno Unito
- Cipro

### In Sud America
- Guyana
- Suriname

### Indie occidentali
- Anguilla (Territori d'oltremare britannici)
- Antigua e Barbuda
- Bahamas
- Barbados
- Isole Vergini Britanniche (Territori d'oltremare britannici)
- Isole Cayman (Territori d'oltremare britannici)

- Dominica
- Grenada
- Giamaica
- Montserrat (Territori d'oltremare britannici)
- Saint Kitts e Nevis

- Saint Lucia
- Saint Vincent e Grenadine
- Trinidad e Tobago
- Turks e Caicos (Territori d'oltremare britannici)
- Isole Vergini Americane (USA)

### Isole dell'Oceano Atlantico
- Bermuda (Territori d'oltremare britannici)
- Isole Falkland (Territori d'oltremare britannici)
- Sant'Elena, Ascensione e Tristan da Cunha (Territori d'oltremare britannici)
- Georgia del Sud e Isole Sandwich Australi (Territori d'oltremare britannici)

### Isole dell'Oceano Indiano
- Maldive
- Mauritius
- Seychelles